# پرپر مونته‌نگرو
پرپر مونته‌نگرو (به انگلیسی: Montenegrin perper) (به مونته‌نگرویی: Црногорски перпер) یکای پول رایج در کشور پادشاهی مونته‌نگرو بود.